# This Land
This Land è il terzo album in studio del musicista rock blues americano Gary Clark Jr. ed è stato pubblicato il 22 febbraio 2019 dalla Warner Bros. Records.
L'album è stato annunciato con un video per il singolo principale "This Land", diretto da Austin, il regista texano di origine Savannah. La canzone e il video evidenziano il razzismo nella società americana, con l'infanzia di Clark descritta dal musicista al regista, e la risposta di Clark alle politiche del presidente Donald Trump da quando è stato eletto nel 2016. Il brano è stato ispirato da Woody Guthrie, con Clark che commenta un'intervista con l'American Songwriter: "È una delle prime canzoni che impariamo, e la cantiamo insieme... È come l'impegno di fedeltà... E quando sei bambino, tutti sono insieme. .. Non vedi le differenze finché non invecchi, e le persone anziane ti influenzano di nuovo, sai?" Lo scrittore Dan Solomon, in Texas Monthly, descrisse" This Land "come" forse la prima vera grande canzone della carriera di Clark, un inno provocatorio e provocatorio, che si affianca a brani come "This is America" di Childish Gambino e "Formation" di Beyoncé nel suo discorso vocale sul razzismo in America."
L'album ha debuttato al posizione n.6 del Billboard 200 degli Stati Uniti 200 con 54.000 unità equivalenti all'album, di cui 51.000 erano pure vendite dell'album. È il suo terzo album top 10 degli Stati Uniti.

## Tracce
1. This Land – 5:42
2. What About Us – 4:30
3. I Got My Eyes on You (Locked & Loaded) – 5:11
4. I Walk Alone – 3:44
5. Feelin’ Like a Million – 3:34
6. Gotta Get Into Something – 3:04
7. Got to Get Up – 2:37
8. Feed the Babies – 4:46
9. Pearl Cadillac – 5:05
10. When I'm Gone – 3:48
11. The Guitar Man – 4:27
12. Low Down Rolling Stone – 4:18
13. The Governor – 2:21
14. Don't Wait 'til Tomorrow – 4:05
15. Dirty Dishes Blues – 5:03